# Praomys petteri
Praomys petteri  (van der Straeten, Lecompte & Denys, 2003) è un roditore della famiglia dei Muridi diffuso nell'Africa centrale.

## Descrizione

### Dimensioni
Roditore di piccole dimensioni, con la lunghezza della testa e del corpo tra 99 e 143 mm, la lunghezza della coda tra 100 e 165 mm, la lunghezza del piede tra 24 e 28 mm, la lunghezza delle orecchie tra 15 e 22 mm e un peso fino a 61 g.

### Aspetto
La pelliccia è soffice. Le parti superiori sono marrone scuro, mentre le parti inferiori sono bianco-grigiastre. Le orecchie hanno dei peli bianchi lungo il bordo esterno. Il dorso delle zampe è ricoperto di peli biancastri. La coda è più lunga della testa e del corpo, è uniformemente scura e con delle chiazze chiare. Le femmine hanno un paio di mammelle pettorali e 2 paia inguinali. Il cariotipo è 2n=42 FN=62.

## Biologia

### Comportamento
È una specie notturna e parzialmente arboricola.

### Alimentazione
Si nutre principalmente di insetti e durante la stagione secca anche di frutta e granaglie.

## Distribuzione e habitat
Questa specie è diffusa nel Camerun meridionale, Repubblica Centrafricana sud-occidentale e nel Congo sud-occidentale. Probabilmente è presente anche nelle zone comprese tra i due areali noti.
Vive nelle foreste pluviali tropicali di pianura fino a 500 metri di altitudine. Non è noto se può occupare habitat disturbati.

## Conservazione
La IUCN Red List, considerato l'areale esteso e l'habitat pressoché intatto, classifica P.petteri come specie a rischio minimo (Least Concern).